# Тулин, Эйнар
Нильс Эйнар Тулин (швед. Nils Einar Thulin; 21 апреля 1896, Лунд, Мальмёхус — 20 октября 1963, Нью-Йорк, Нью-Йорк) — шведский легкоатлет, выступавший в прыжках в высоту. Участник летних Олимпийских игр 1920 года.

## Биография
Эйнар Тулин родился 21 апреля 1896 года в шведском городе Лунд.
Выступал в легкоатлетических соревнованиях за клуб «Мальмё».
В 1920 году вошёл в состав сборной Швеции на летних Олимпийских играх в Антверпене. В прыжках в длину поделил 7-8-е места с Пьером Левденом из Франции, показав результат 1,800 метра и уступив 13,6 сантиметра завоевавшему золото Дику Лэндону из США.
Умер 20 октября 1963 года в американском городе Нью-Йорк.

## Личный рекорд
- Прыжки в высоту — 1,88 (6 июня 1921, Мальмё)[4]